# Pivotal Games
Pivotal Games Limited fue una desarrolladora de videojuegos británica con sede en Corston, Inglaterra.

## Historia
Pivotal Games fue fundada en marzo del año 2000 por quince empleados de Pumpkin Studios (desarrolladora de Warzone 2100), dirigidos por Jim Bambra, Nick Cook y Alex McLean. Pumpkin Studios, fundado por Bambra y Cook en agosto de 1996, había sido cerrado previamente por su empresa matriz, Eidos Interactive, ese mismo mes. En agosto del año 2000, la empresa fue adquirida por Kaboom Studios. Entre 2002 y 2008, Pivotal Games desarrolló las cinco entregas de la serie Conflict, así como The Great Escape, basado en la película del mismo nombre.
En septiembre de 2003, después de las dificultades financieras de la empresa matriz Kaboom Studios, que en ese momento ya había cerrado los estudios asociados Attention to Detail y Silicon Dreams Studio, SCi mostró interés en adquirir la empresa. Kaboom Studios entró en quiebra el 9 de septiembre de 2003, y todos los bienes restantes, incluidos Pivotal Games aún en activo, se transfirieron a Ernst & Young para su venta. El 29 de septiembre de 2003, SCi adquirió Pivotal Games de Ernst & Young por un total de 2,36 millones de libras. En mayo de 2005, SCi Games finalizó su adquisición y se fusionó con Eidos Interactive, que pasaría a estar a cargo de las filiales de SCi Games. En marzo de 2008, SCi Games cerró catorce proyectos operativos para contrarrestar una pérdida de 81,4 millones de libras de pérdidas netas del pasado año fiscal, lo que generó rumores de que Pivotal Games también iba a cerrarse. El 14 de julio de 2008, se anunció oficialmente que el estudio cerraría sus puertas y ya se habían despedido 99 empleados, dejando solo un equipo de 10 a 12 especialistas. Pivotal Games se cerró el 13 de agosto de 2008.

## Juegos desarrollados
| Año  | Título                    | Plataforma(s) | Plataforma(s) | Plataforma(s) | Plataforma(s) | Plataforma(s) | Plataforma(s) |
| Año  | Título                    | GCN           | PS2           | PS3           | Win           | Xbox          | X360          |
| ---- | ------------------------- | ------------- | ------------- | ------------- | ------------- | ------------- | ------------- |
| 2002 | Conflict: Desert Storm    | Yes           | Yes           | No            | Yes           | Yes           | No            |
| 2003 | The Great Escape          | No            | Yes           | No            | Yes           | Yes           | No            |
| 2003 | Conflict: Desert Storm II | Yes           | Yes           | No            | Yes           | Yes           | No            |
| 2004 | Conflict: Vietnam         | No            | Yes           | No            | Yes           | Yes           | No            |
| 2005 | Conflict: Global Terror   | No            | Yes           | No            | Yes           | Yes           | No            |
| 2008 | Conflict: Denied Ops      | No            | No            | Yes           | Yes           | No            | Yes           |

## FranquiciaConflict
La franquicia Conflict ha vendido más de 6 millones de unidades. Cada juego de la serie ha recibido críticas tanto buenas como negativas. La mayoría de las críticas fueron variadas.

### Juegos
- Conflict: Desert Storm (2002) está ambientado en la Guerra del Golfo Pérsico. El jugador puede jugar como soldado del 22 Servicio Aéreo Especial 22 de las Fuerzas Armadas británicas o de la Fuerza Delta del Ejército de los Estados Unidos.
- Conflict: Desert Storm II (2003), también lanzado como Conflict: Desert Storm II - Back to Bagdad, también se desarrolla durante la Guerra del Golfo y en él los mismos personajes regresan a Bagdad.
- Conflicto: Vietnam (2004) está ambientado durante la Guerra de Vietnam. Los personajes anteriores de los dos primeros juegos no están presentes y se introducen nuevos personajes en el juego.
- Conflict: Global Terror (2005; también llamado Conflict: Global Storm) está ambientado en la actualidad. El juego reúne a los personajes de Conflict: Desert Storm y Conflict: Desert Storm II, añadiendo un personaje adicional.
- Conflict: Denied Ops también se desarrolla en la actualidad. El trata del regreso de Paul Foley, visto por última vez en Conflict: Global Terror y se introducen nuevos personajes en el juego.